# 王紹先
王紹先（？—？），字伯生，號光庭，陝西西安府三原縣民籍，咸寧縣人，明朝政治人物。

## 生平
萬曆十年（1582年）壬午科陝西鄉試第十五名舉人，十一年（1583年）聯捷癸未科二甲第十三名進士。都察院觀政，本年授工部主事，監修潞王府，省費鉅萬。奸璫忿甚，陷之詔獄，十六年降为山東運判，二十一年升户部主事，掌糧務事，糾劾奸璫，二十四年謫代州同知。三十四年起升靖州知州，三十五年升南京刑部廣東司員外郎，升南京刑部廣西司郎中。居家與弟王紹徽等同修《陝西通志》。

## 家族
曾祖王懋，進士、懷慶府知府 贈南京吏部尚書兼翰林院學士；伯祖王用賓，太子太保南京吏部尚書兼翰林院學士；祖父王用賢，縣丞；父王昌功，儒官。母秦氏，大同府知府秦鎬女；繼母劉氏。妻雒氏，四川巡撫雒遵女。弟王紹翰、王紹徽。